# Википедија на албанском језику
Википедија на албанском језику (алб. Wikipedia shqip) је верзија Википедије на албанском језику, слободне енциклопедије, која данас има 102.589 чланака и заузима на листи Википедија 66. место.